# Andrés Guardado
José Andrés Guardado Hernández (Guadalajara, 28 de setembro de 1986) é um futebolista mexicano que atua como meia. Atualmente, joga pelo León.

## Clubes

### Atlas
Guardado começou jogando profissionalmente no Atlas, e fez sua estreia pelo Campeonato Mexicano em agosto de 2005, aos 18 anos, na vitória por 3 a 2 sobre o Pachuca.
Um de seus grandes jogos foi no Torneio Apertura de 2006, quando sua equipe enfrentou América no Estádio Jalisco. Guardado marcou dois gols no jogo, na vitória por 2-0. Após a Copa do Mundo de 2006 surgiram várias especulações na imprensa sobre possíveis transferências para equipes italianas, ao Real Madrid e ao Benfica. O Real Madrid ofereceu um empréstimo por 2 anos, sendo pagos 400 mil euros por ano. O Atlas rejeitou a oferta, com base no fato de Guardado ser uma das joias da equipe. Eles só iriam vendê-lo por pelo menos 5 milhões de euros. Em 10 de julho de 2007, quando se realizava a Copa América 2007, estava praticamente assegurada a transferência de Guardado para o PSV Eindhoven, que desejava adquirir 75% dos direitos do jogador e pagar 4,5 milhões de euros. Mas o Atlas surpreendentemente chegou a um acordo com o Deportivo La Coruña, por 7 milhões de euros, assinando um contrato por 5 anos com o clube.

### Deportivo La Coruña
Guardado foi oficialmente apresentado na Espanha para cerca de 4.000 torcedores no Estádio Riazor, em 24 de julho de 2007, com o time dando-lhe o número 18, também usado por ele na seleção mexicana. Miguel Ángel Lotina, treinador do Deportivo, afirmou que Guardado era um excelente jogador, e que admirava seu talento e caráter.
Em 2 de fevereiro de 2008, numa partida contra o Betis, Guardado sofreu uma ruptura no bíceps da perna direita, razão por abandonar o jogo aos 12 minutos do primeiro tempo. Devido a essa lesão ficou fora de jogo por 2 meses, voltando em uma partida contra o Real Madrid.

### Valencia

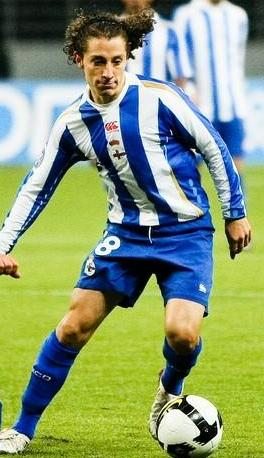
Andrés Guardado jogou no Deportivo de La Coruña entre 2007 e 2012.

Em maio de 2012, o Valencia anunciou a contratação do jogador, que assinou contrato com o clube por quatro temporadas.

### Bayer Leverkusen
Em janeiro de 2014, foi emprestado até o final da temporada ao time alemão.

## Seleção Mexicana
Guardado já representou a Seleção Mexicana de Futebol em mais de 80 ocasiões. Sua primeira convocação foi feita por Ricardo La Volpe para um amistoso contra a Hungria no dia 14 de dezembro de 2005, entrando em campo no minuto 69. Seu primeiro gol foi marcado em 28 de fevereiro de 2007 num amistoso contra a Venezuela.

### Copa do Mundo de 2006
Ele fez parte dos 23 jogadores mexicanos convocados para a Copa do Mundo de 2006, na Alemanha.
Foi considerado pela FIFA como um dos candidatos a ser o melhor jogador jovem da competição. Não atuou durante a primeira rodada. Jogou como titular no jogo contra a Argentina nas oitavas de final, onde teve que sair do jogo por sofrer uma lesão aos 21 minutos do segundo tempo, quando o placar estava marcando 1-1. O México acabou perdendo o jogo por 2-1 na prorrogação.

### Copa Ouro da CONCACAF de 2007
Foi convocado pelo mexicano Hugo Sánchez para jogar a Copa Ouro de 2007. Jogou como titular em todos os jogos, e na final contra os Estados Unidos marcou um gol aos 44 minutos, o que não evitou a derrota mexicana por 2 a 1. Esta derrota, juntada ao fraco desempenho que teve a seleção durante todo o torneio, provocou uma dura crítica sobre o técnico Hugo Sánchez.

### Copa América de 2007
Seu primeiro jogo como titular foi contra o Chile. Houve um empate em 0-0. Guardado ficou fora dos dois primeiros jogos do México durante este torneio devido a lesão sofrida na final da Copa Ouro.
Já nas quartas-de-final, contra o Paraguai, golearam por 6-0 e se classificaram para semifinal. No entanto, apesar do bom desempenho que teve durante o torneio, o México foi derrotado pela Argentina nas semifinais por um resultado de 3-0.
Três dias depois, na disputa pelo terceiro lugar contra o Uruguai, Guardado entrou no minuto 64 para substituir Fausto Pinto. 12 minutos depois, marcou o seu primeiro e único gol no torneio, com um potente chute de meia distância. O resultado foi 3-1 para o México, vitória que rendeu-lhes o terceiro lugar.

## Títulos
Deportivo La Coruña
- Segunda Divisão Espanhola: 2011–12

PSV Eindhoven
- Eredivisie: 2014–15, 2015–16
- Johan Cruijff Schaal: 2015, 2016

Real Betis
- Copa do Rei: 2021–22

Seleção Mexicana
- Copa Ouro: 2011, 2015, 2019
- Copa CONCACAF: 2015